# 西西條郡
西西條郡是過去位於岡山縣北部的一郡，已於1900年4月1日與西北條郡、東南條郡、東北條郡合併為苫田郡。
過去的範圍為現在的津山市中部地區和鏡野町北部地區。

## 歷史
在令制國時代最初為美作國苫田郡的一部份，在863年後，苫田郡先被分割為苫西郡和苫東郡，而後苫西郡又再被分割為西西條郡和西北條郡。

### 沿革
- 1889年6月1日：實施町村制，西西條郡下設：二宮村、院庄村、芳野村、鄉村、大野村、小田村、中谷村、富村、上齋原村、奧津村、久田村、泉村、羽出村。（13村）
- 1900年4月1日：西西條郡、西北條郡、東南條郡、東北條郡合併為苫田郡。[1]